# Corin Curschellas
Corin Curschellas (Chur, 2 juli 1956), uitspraak Reto-Romaans [kɔrin kur'ʃe:lɐs]) is een Zwitserse singer-songwriter, zanger (jazz, folk, volksmuziek, wereldmuziek, chanson), Reto-Romaans zanger (Chanzun Rumantscha), improvisatiekunstenaar, actrice (theater, film, musical), spreekster (hoorspelen, luisterboeken) en docente zang. Corin Curschellas is een multi-instrumentaliste: ze speelt piano, keyboards en het Indiase harmonium, dulcimers en andere citers, percussie, ukelele en accordeon.

## Biografie
Curschellas werd geboren in 1956 in Chur (Graubünden, Zwitserland) en groeide daar op. Ze ging naar de kantonnale school in Chur en studeerde in 1977 af met het diploma van docente. Van 1977 tot 1983 studeerde Corin Curschellas acteer- en theateronderwijs aan de Zürich University of the Arts en gedurende drie semesters musicologie aan de Universiteit van Zürich.
Corin Curschellas woonde van 1983 tot 1989 in Berlijn en daarna twee jaar in Bazel. Dankzij een studiebeurs verhuisde ze in 1991 naar Parijs, waar ze uiteindelijk tot 2000 woonde, met een onderbreking van twee jaar in New York van 1995 tot 1997. Van 2000 tot 2005 pendelde ze tussen Parijs en Zürich.
Het lied Senza patria stamt ook uit dit bewogen tijdperk van haar leven.
Sinds 2009 woont de artieste in Zürich en in Rueun in Sursilvan, 30 km ten westen van Chur. In Rueun woont ze met haar partner, de beeldhouwer Linard Nicolay, in het huis van haar grootouders, het vakantiehuis uit haar jeugd.
Corin Curschella's eigenlijke moedertaal is Zwitsers-Duits. Hoewel ze van haar vader bijna perfect Sursilvan leerde spreken, schrijft ze zelf geen Reto-Romaanse liederen. Ze zingt echter teksten en liederen van Reto-Romaanse auteurs in alle Reto-Romaanse idiomen, evenals Rumantsch Grischun.

### Werken
Sinds de opening van de kleibioscoop Cinema Sil Plaz in Ilanz (Surselva) in 2010, heeft Corin Curschellas haar eigen serie 'corin invit' samengesteld, waarin ze bekende nationale en internationale regisseurs en hun films uitnodigt voor openbare discussies op vrijwillige basis.
Sinds 2017 is Corin Curschellas samen met Dide Marfurt, Tobi Bolfing en Markus 'Punky' Kenner curator van de concertreeks Volksmusig-im-Volkshuus in het Volkshaus van Zürich.
RTR heeft een verzameling audio- en videodocumenten samengesteld voor de 60e verjaardag van Corin.

#### Zang
Corin Curschellas bestrijkt vocaal verschillende genres: singer-songwriter, jazz, folk, chanson, wereldmuziek, volkslied, musical, improvisatie. Ze beschrijft zichzelf ironisch genoeg als een 'geluidsdrager'. Corin Curschellas zingt het vaakst in het Reto-Romaans, Zwitserduits en Engels, maar ook in het Duits, Frans of Italiaans of zelfs in denkbeeldige talen.
Van 1977 tot 1983 werkte Corin Curschellas samen met Walter Lietha en bracht met hem albums uit als Dia Fahrenda, Under de Brugg, Obacht, Drum sing i grad drum en Liebi Schwiizer guet Nacht. Muzikanten in deze band waren: Max Lässer, Bruno Spoerri, Philipp Kienholz, Walter en Peter Kaiser, Sal Celi en Joel Reiff. Gastmuzikanten: Andreas Vollenweider en Roli Mosimann. Tussen 1993 en 1997 was Corin Curschellas de zangeres van het Vienna Art Orchestra. In 2009 was ze weer op tournee met dit orkest.
Corin Curschellas werkte vervolgens aan producties van Peter Scherer, Noël Akchoté, David Byrne, Andreas Vollenweider, Max Lässer (Überlandorchester), Fritz Hauser, Heiri Känzig, Christian Marclay, Hélène Labarrière en Yves Robert. Met Steve Argüelles, Christophe 'Disco' Minck en Benoît Delbecq was ze soms een integraal onderdeel van de jazz- en improvisatiegroep The Recyclers.
Ze bracht acht albums uit met haar eigen liedjes en realiseerde tal van muzikale projecten. Geselecteerde details in chronologische volgorde:
- In 1991 toerde ze door Egypte en Tunesië met de Musiciens du Nil, Christy Doran en Fritz Hauser.
- Van 1991 tot 1995 trad ze op met gitarist Nguyên Lê, bassist Richard Bona en drummer Steve Argüelles in het Jimi Hendrix-project Are You Experienced? op tal van festivals in Europa, Noord-Afrika en La Réunion.
- In 1992 schreef Corin Curschellas in Parijs het lied La pura, gebaseerd op het gelijknamige gedicht van pastoor en dichter Gion Cadieli. Ze combineert het traditionele thema, gepresenteerd in een alpentaal met buitenlandse, Marokkaanse klanken. Op dat moment werd het nummer opgenomen in de hete rotatie van de landelijke omroep DRS 3.
- Haar eerste grote wereldmuziekproject was Sud des Alpes uit 2000: in samenwerking met de Senegalese Douane Saliou Sène en Abdou Samb combineerde Corin Curschellas Zwitserse volksliederen met klanken en ritmes uit Senegal, en zelfs met de Senegalese taal Wolof. Het lied La pura kreeg binnen dit project een nieuwe vorm.
- Eveneens in 2000 werd het wereldmuziekproject Global Vocal Meeting opgericht met Corin Curschellas, Abdoulaye Diabate (Mali), Rinde Eckert[10] (Verenigde Staten), Mónika 'Mitsou' Juhász Miczura (Hongarije), Sudha Ragunathan (India) en Senge (Madagascar), als onderdeel van het Lörrach Voices Festival. De première in Lörrach werd gevolgd door een tournee door Europa en de Verenigde Staten.
- Samen met Christine Lauterburg[11] en Walter Lietha zingt ze sinds 2001 Duits-Zwitserse volksliederen in folky arrangementen met de groepen Echo en Doppelbock.
- Corin Curschellas trad in 2004 samen op met de Zwitserse jazzpianiste Vera Kappeler[12] in het Zürich Schauspielhaus in Werner Wollenbergers Pfauen-Matinée en samen met Wolfgang Mitterer en Peter Herbert toerde ze in 2005 door Oostenrijk als Wir 4.
- In 2005 richtte ze samen met Özay Fecht uit Turkije een wereldwijd nieuwjaarsliederenproject op.
- Op het album Grischunit uit 2008 zingt ze in Reto-Romaans en wordt ze begeleid door Marc Ribot, Peter Scherer, Shahzad Ismaily en Matt Johnson. Ironisch genoeg vond de opname plaats in het stedelijke New York, ver weg van het landelijke Rumantschia. De teksten zijn van Linard Bardill[13], Benedetto Vigne, Ann Dee, Thomas Cathomen, Arno Camenisch en Corin Curschellas zelf. De naam van het album verwijst naar het zeldzame mineraal grischunite, dat alleen in Graubünden voorkomt.
- Met het album La Grischa uit 2012 presenteerde Corin Curschellas in samenwerking met Albin Brun, Patricia Draeger en Claudio Strebel een verzameling oude Reto-Romaanse volksliederen met een eigenzinnige mix van instrumenten: Schwyzerörgeli/accordeon, duduk, sopraansaxofoon, toy piano, waterfoon en contrabas.
- Ook het album Origins (trad.) uit 2014 brengt vergeten Reto-Romaanse volksliederen weer aan het licht. Het album is een coproductie met de violist Andy Gabriel en de folkmuzikanten van de Pflanzenplätz-groep met gastzangers als Ursina Giger[14] en Astrid Alexandre.
- Op 14 augustus 2015: première samen met het Dolomitenladin Trio Ganes en Patricia Draeger, Barbara Gisler als onderdeel van het Alpenône Festival in Altdorf.

#### Muzieketnografische aspecten
Een groot deel van het muzikale werk van Corin Curschellas is opgedragen aan de Chanzun Rumantscha en heeft een etnografisch aspect: Corin Curschellas stuitte in 1983 in de boekwinkel van Walter Lietha in Chur op de speciale uitgave van een exemplaar van de Canzun de Sontga Margriata. Curschellas bewerkte de enige fragmentarische traditionele liedmelodie uit de 8e eeuw op basis van het sjabloon van Christian Caminada en wordt daarom beschouwd als de herontdekker van de oudste legende van het Reto-Romaanse volk. Ze heeft het nummer in vijf verschillende versies uitgebracht.
Curschellas verzamelt oude Reto-Romaanse cultuurgoederen - in het geval van Origins (trad.) gebruikte ze het archief Alfons Maissen uit de jaren 1930, verspreidt de teksten met haar albums en concerten en schrijft tegelijkertijd het liederenboek La Grischa. Naast de teksten en harmonieën voor de liedjes van de albums La Grischa en Origins (trad.), bevat het boek La Grischa 1 muziek-etnografische informatie van Iso Albin. Dit etnografische werk heeft haar al de titel 'Grande Dame van hedendaagse en traditionele Reto-Romaanse liederen' opgeleverd. Tegelijkertijd distantieert Corin Curschellas zich in popstijl van de alpenfolklore.
Het concertproject Suisse Miniature staat ook in deze context: het project is ontstaan uit een 'convivenza'-evenement georganiseerd door de Lia Rumantscha in 2010. In 2013 werd een verzameling liedjes gemaakt in de drie oorspronkelijke talen van Graubünden, Walser-Duits, Italiaans en Reto-Romaans. De naam van het project verwijst enerzijds naar de openluchtfaciliteit Swissminiatur in Ticino en anderzijds naar het feit dat het kanton Graubünden taalkundig en cultureel een soort Zwitserland in het klein is.
Op 1 oktober 2016 verscheen het tweede liederenboek LA GRISCHA 2 van Corin Curschellas, met 49 Reto-Romaanse volksliederen, allemaal strofische teksten in Rumantsch en Duits met uitleg in Rumantsch en Duits door Laura Decurtins. Het boek bevat de twee cd's La Triada en La Nova, uitgevoerd door Corin Curschellas & Ensembles. Uitgever: Chasa Editura Rumantscha, Chur, ISBN 978-3-03845-039-9. Met La Pura uit 1992 dateert het eerste werk met een etnografisch aspect uit een eerder tijdperk.

#### Solo programma's
Sinds 2005 treedt Corin Curschellas op in solo muzikale programma's:
- 2005: endlICH (Sola!)
- 2005: Mono (zes instrumenten, zes talen en één filmniveau)
- 2010: Pomp auf Pump (Een dramatisch muzikaal afscheid)
- 2011: Wittern und twittern (Liedjes uit een humanoïde bestiarium)

Corin Curschella's compositie van de Canzun de Sontga Margriata, een van de oudste Reto-Romaanse teksten, komt uit het Mono-programma. Corin Curschellas interpreteert het lied in termen van milieubescherming en duurzaamheid.

## Compositie
Corin Curschellas schreef haar eerste grote compositie in 1979/1980 toen ze nog studeerde, namelijk de theatercompositie voor het toneelstuk Woman van Edward Bond in het Zürich Schauspielhaus onder muzikale leiding van George Gruntz.
In 2003 componeerde Corin Curschellas samen met Christian Rösli de muziek voor de televisiefilm Meier Marilyn van Stina Werenfels.
In 2014 ontwikkelde Corin Curschellas het cultureel-politiek compositieproject Uccelin - A Songbird Suite. De suite is een eerbetoon aan en ondersteuning van het kunstproject Uccellin van de kunstenaar Hans Danuser uit Chur. Het onderwerp is het tellen van verzen voor kinderen, het politieke thema is de invloed van politiek op kunst.
Corin Curschellas componeert ook liedjes voor Michael von der Heide (bijvoorbeeld het bekroonde nummer Jeudi amour, 1998), voorheen ook voor Vera Kaa en Dodo Hug.

## Theater
Corin Curschellas speelde onder meer in de volgende producties:
- 1983: Nur Stammtische werden überleben (geregisseerd door Christoph Marthaler)
- 1986: Das Damenorchester van Jean Anouilh (Berlijns Festival)
- 1987-1989: The Forest (regie: Robert Wilson, Volksbühne Berlin en BAM Brooklyn Academy of Music in New York)
- 1989: Soldaten, Serviertöchter und ihre Lieder (Theater Basel, geregisseerd door Christoph Marthaler)
- 1990: Allerlei Rausch (Freie Theatergruppe M.A.R.I.A, regie: Wolfram Berger)
- 1992: Stägeli uuf, Stägeli ab (Theater Basel, geregisseerd door Christoph Marthaler)
- 1998/1999: Do Chinese Postmen ring twice too? (regie: Hans Peter Litscher, muziek: Christian Marclay, Wiener Festspiele en Knitting Factory NYC)
- 2000: Hotel Angst (Schauspielhaus Zürich, geregisseerd door Christoph Marthaler)
- 2003: Der Messias (Schauspielhaus Zürich, regisseur: Nicola Weisse)
- 2003: Die schöne Müllerin (Festival Wenen/Schauspielhaus Zürich, geregisseerd door Christoph Marthaler)
- 2003: Das goldene Zeitalter (Schauspielhaus Zürich, geregisseerd door Christoph Marthaler, Stefan Pucher, Meg Stuart)
- 2004: Tschechows drei entfernte Cousinen (Theater am Neumarkt Zürich)
- In 2006 en 2007 trad Corin Curschellas op als Frau Rossi in de musical Die schwarzen Brüder.
- In 2008 speelde ze in de musical Elternabend in het Theater am Hechtplatz.

## Hoorspel
Corin Curschellas verscheen in 2008 in de hoorspelserie Jimmy Flitz van Roland Zoss, waar ze de rol sprak en zong van de tijgervlieg in de delen 1-3 en in 2015 die van de Keltische druïde Belena. In 2009 trad ze op als spreekster en zangeres in het hoorspel Am Rande des Horizonts van Fritz Hauser. In 2012 trad ze op als spreekster in het hoorspel Ustrinkata van Arno Camenisch bij SRF 1. In april 2017 nam ze deel aan de SRF-radiothriller Bergwasser van Sabina Altermatt op SRF 1 met een sprekende rol.

## Film
Corin Curschellas verscheen als actrice in de film Marmorera uit 2005. In 2016 was ze te zien in de speelfilm Nothing Happened van Micha Lewinsky als zangeres, samen met de groep Pflanzenplätz en Andy Gabriel.

## Pedagogie
Corin Curschellas was docent aan de muziekschool in Kreuzberg tijdens haar tijd in Berlijn. Een tijdlang was ze gastdocent aan de Zürich University of the Arts en aan de Lucerne University of Applied Sciences and Arts.

## Prijzen en onderscheidingen
- 1991: Atelier Paris door de GSMBA (vandaag visarte), beurs van het kanton Graubünden
- 1993: Aanmoedigingsprijs van het kanton Graubünden
- 1998: Wedstrijd voor professioneel cultureel werk in het kanton Graubünden
- 1999: Compositie in opdracht van de Pro Helvetia Foundation
- 2003: Wedstrijd voor professioneel cultureel werk in het kanton Graubünden
- 2003: Prix Eliette door Eliette von Karajan
- 2005: Muziekerkenningsprijs van de stichting Fondation Suisa
- 2005: Erkenningsprijs van de stad Churo
- 2010: Erkenningsprijs voor culturele promotie van het kanton Graubünden
- 2014: Zwitserse Muziekprijs 2014 van het Federaal Bureau voor Cultuur
- 2018: Toekenning van de Bünder Cultuurprijs door de regering van het kanton Graubünden

## Discografie

### Eigen producties
Corin Curschellas heeft sinds 1992 tien eigen albums uitgebracht:
- 1992: Music Loves Me, met Steve Argüelles (producent), Max Lässer, Django Bates, Pat Bettison, Mike Mondesir, Steve Watts, Christy Doran, Tony Coe, Roland van Straaten, Alban Früh, Uli Scherer, Fritz Hauser, Hans Kennel
- 1995: Rappa Nomada, met Django Bates, Peter Scherer, Steve Argüelles (Producer), Cyro Baptista, Lionel D, Ashley Slater, Lucky Ranku, Mike Mondesir, Max Lässer, Benoît Delbecq, Noël Akchoté, Alex Balanescu Quartet en anderen. Teksten: Corin Curschellas, Hugo von Hofmannsthal, Gian Fontana, James Fenton, Linard Bardill, Carli Fry.
- 1997: Valdun - Voices of Rumantsch, met Noël Akchoté, Steve Argüelles, Damon Banks, Cyro Baptista, Greg Cohen, Benoît Delbecq, Peter Herbert, Yuri Lemeshev, Graham Haynes, J.T. Lewis, Christian Marclay, Ikue Mori, Marc Ribot, Fernando Saunders, Robert Quine, Peter Scherer (producent).
- 1999: Goodbey Gary Cooper, met Steve Argüelles (producent), Noël Akchoté, Richard Bona, Margot Châtelain, Benoît Delbecq, Ann Dee, Christophe Minck, Min Xiao Fen, Olivier Glissant, Franz Hackl, Michael von der Heide, Peter Herbert, U Shu Hua, Olivier Ker Ourio en anderen
- 2002: Sud des Alpes, met Christian Rösli, Dominik Rüegg, Douane Saliou Sène, Abdou Samb, Andi Pupato, Steve Argüelles (producent)
- 2008: Grischunit, met in de hoofdrol Marc Ribot, Peter Scherer (producent), Shahzad Ismaily, Matt Johnson
- 2012: La Grischa, met Albin Brun, Patricia Draeger en Claudio Strebel (gezamenlijke productie)
- 2013: Origins, met Thomas Aeschbacher, Jürg Nietlispach en Simon Dettwiler van Pflanzenplätz en Andy Gabriel van de Helvetic Fiddlers (coproductie)
- 2015: La Triada, met Astrid Alexandre en Ursina Giger
- 2016: La Nova, met Markus Flückiger, Vera Kappeler, Anna Trauffer en Pez Zumthor
- 2017: Rodas, met Patricia Draeger en Barbara Gisler

### Medewerking
Corin Curschellas verleende haar medewerking in producties van de volgende kunstenaars:
- Walter Lietha: 1977-2007
- Max Laesser: 1977-2009
- Andreas Vollenweider: 1983-1992
- John Wolf Brennan: 1985
- Hardy Hepp: 1988-1994
- David Byrne: 1991
- Roland Van Straaten: 1991
- Creative Works Orkest: 1991-1993
- Linard Bardill: 1993-2005
- Roland Zoss: 2008-2015 (Jimmy Flitz hoorspelen)
- Wenen Art Orchestra: 1993-2009
- Bewerking: 1994
- Yves Robert: 1994
- Heiri Kanzig: 1994
- Andi Scherer (band Yal): 1998
- Christian Marclay: 1996-1999
- Alex Kirschner: 2000
- Pareglish: 2000
- Fritz Hauser: 1981-2009
- eCHo: 2001-2007
- Nguyen Le: 2002
- Gardi Hutter: 2003
- Curdin Janett (Standards of Rumantsch-project): 2005